# Jean Rameau
Laurent Labaigt, conocido como Jean Rameau, (Gaas, Landas, 19 de febrero de 1858 - Cauneille, Landas, 21 de febrero de 1942) fue un novelista y poeta francés, miembro del grupo artístico de Les Hydropathes.
Nacido en Chalosse, en el seno de una familia de pequeños propietarios agrícolas a mediados del siglo XIX, desde temprana edad se sintió inclinado a admirar "la magistral orquesta de la naturaleza" gascona y a aquellos poetas locales que le habían cantado. 
Como escritor, se instaló primero en Burdeos, para pasar más tarde a París, lugares ambos donde este "hijo espiritual de Victor Hugo", como el mismo se definía, se dedicaría a la literatura panteísta. Llegó a producir más de sesenta novelas y unos cinco mil relatos y poemas inspirados la mayoría en su Gascuña natal, obra que alcanzaría un verdadero éxito en la década de 1920.

## Algunas publicaciones
- 2010. L' Ami Des Montagnes. Reimpreso por Kessinger Publ. 322 pp. ISBN 116676401X, ISBN 9781166764012

- 2009. Mademoiselle Azur. Reimpreso por Kessinger Publ. 344 pp. ISBN 1104166291, ISBN 9781104166298
- 1958. Más que amor: novela completa. N.º 1415 de Revista literaria "Novelas y cuentos". Ed. Revista Literaria "Novelas y cuentos", 70 pp.

- 1937. Las Manos Blancas: novela. Biblioteca de Novelistas. Ed. Zig-Zag, 204 pp.

- 1907. La Rosa de Granada. Tradujo Pedro César Dominici.

- Fantasmagories, histoires rapides 2.ª ed. (1887)

- Poèmes fantasques (1883)

- La Chanson des étoiles, poésies (1888)

- La Marguerite de 300 mètres, Ollendorff, 1890

- Possédée d'amour, novela (1890)

- Moune, novela (1890)

- Nature, poesías (1891)

- Simple, novela (1891)

- L'Amour d'Annette (1892)

- Mademoiselle Azur (1893)

- La Mascarade (1893)

- La Rose de Grenade (1894)

- L'Amant honoraire (1895)

- Yan (1895)

- Âme fleurie, roman (1896)

- Le Cœur de Régine, novela (1896)

- Les Féeries (1897)

- Le Satyre, roman (1887)

- La Demoiselle à l'ombrelle mauve (1897)

- L'Ensorceleuse, novela (1897)

- La Montagne d'or, novela (1899)

- Plus que de l'amour, novela (1899)

- Le Dernier Bateau, novela (1900)

- Le Bonheur de Christiane (1900)

- Tendre folie, novela (1901)

- La Vierge dorée, novela (1901)

- Le Champion de Cythère, novela (1901)

- La Belle des belles, novela (1903)

- Le Roman de Marie (1903)

- La Jungle de Paris, novela (1904)

- Zarette, novela (1904)

- Brimborion, novela (1905)

- Les Chevaliers de l'au-delà, novela (1905)

- La Bonne Étoile, novela (1906)

- Du Crime à l'amour, novela (1906)

- Petite mienne, novela (1907)

- La Lyre haute, poesías (1911)

- La Route bleue (1912)

- Le Fuseau d'or, novela (1914)

- Les Mains blanches (1919)

- L'Amour merveilleux, novela (1921)

- L'Arrivée aux étoiles (essai vers l'au-delà), novela (1922)

- L'Ami des montagnes, novela (1922)

- L'Inoubliable (1923)

- Le Livre ardent. I. Aimer. II. Contempler. III. Rêver. IV. Se battre (1924)

- Le Roman du bonheur (1926)

- Les Aventures d'un poète. Mœurs du jour (1927)

- La Blonde et la Brune, novela (1929)

- Celle qu'on adore, novela (1929)

- La Passion de Nadaline, novela (1930)

- Flore, novela (1932)

- Badinages (vieux poèmes à forme fixe) (1939)

- Beauté, cent et un poèmes de Jean Rameau (1950)